# Castillo Morioka

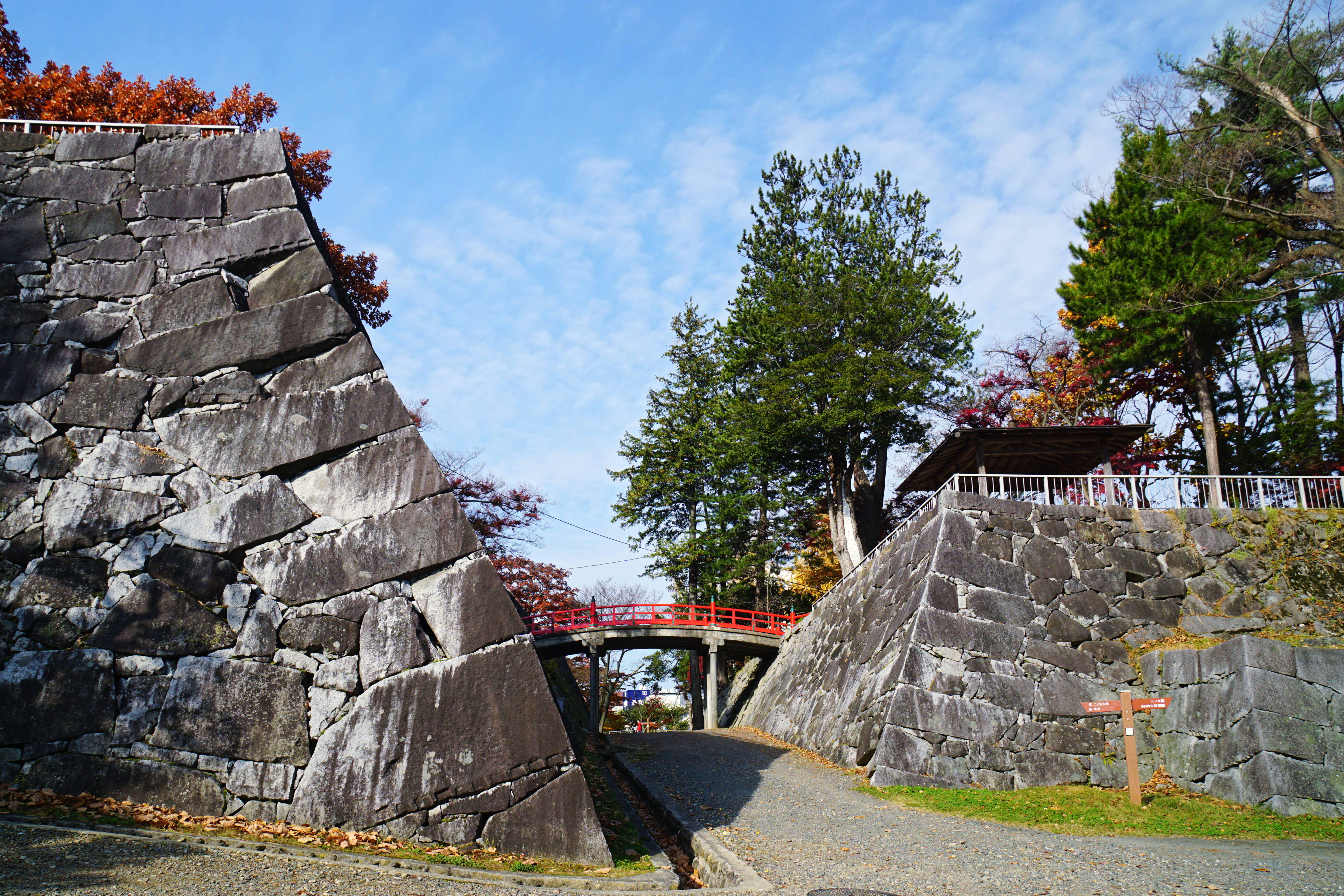
Muros del castillo Morioka.

El Castillo Morioka (盛岡城 Morioka-jō?) es un castillo japonés localizado en Morioka, en la prefectura de Iwate, Japón. Fue la residencia del clan Nanbu. 

## Historia

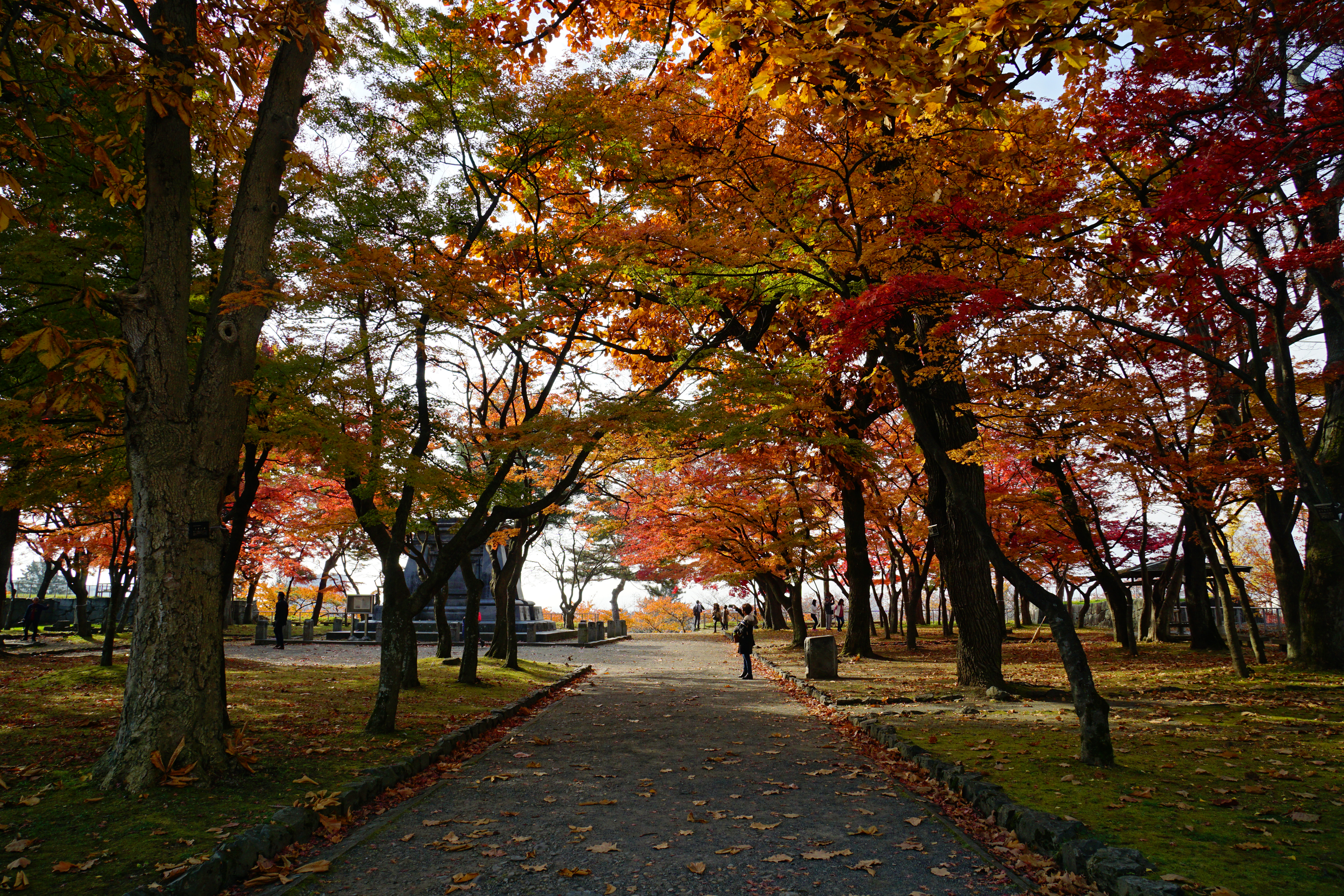
Honmaru

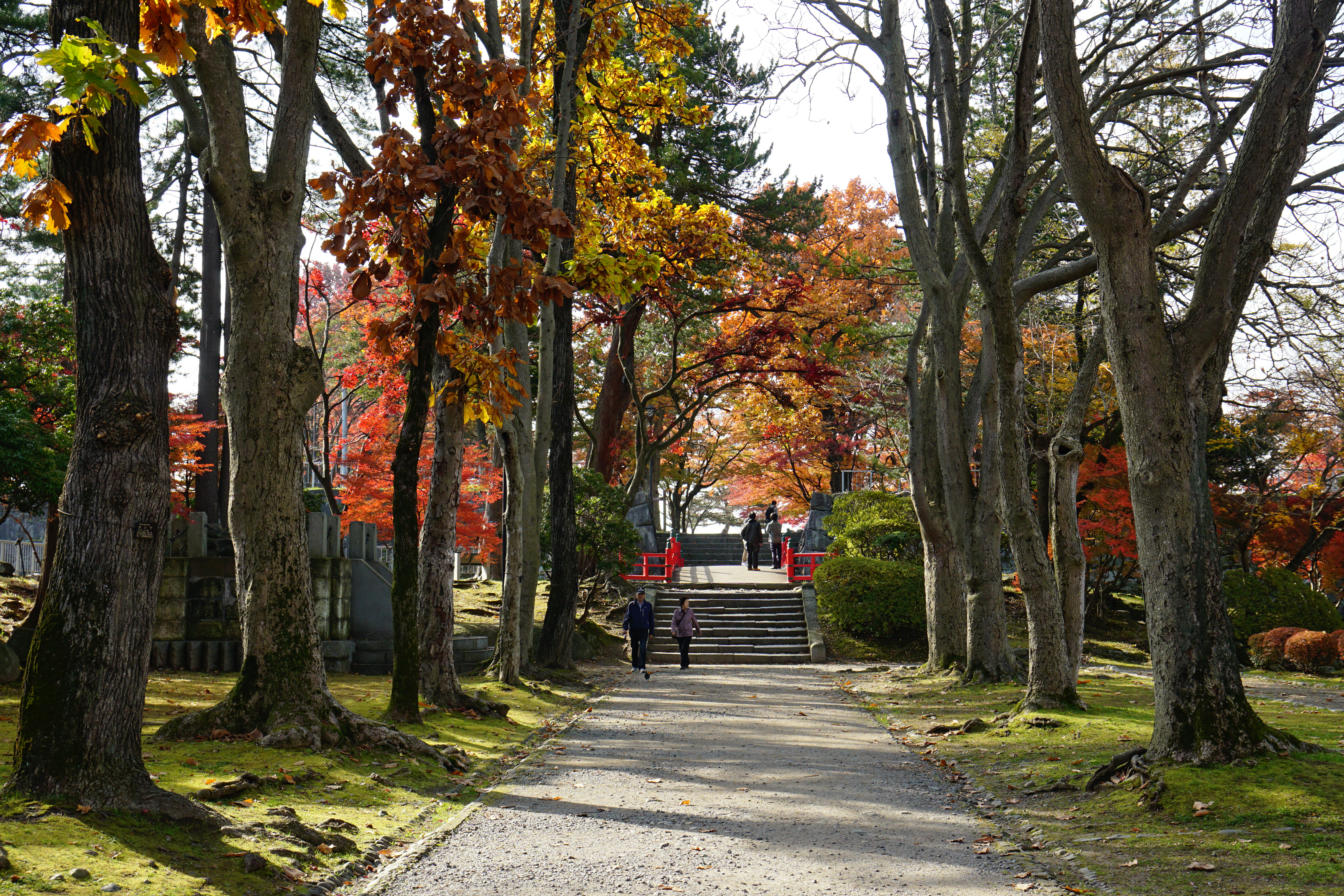
Ninomaru

El castillo Morioka fue construido en un monte de granito, en la parte central de Morioka. El río Kitakami al oeste y el río Nakatsu en el sureste fungían como fosos naturales.   
Como un acto de respeto para el shogunato, el castillo no contaba con un castillo central, el cual fue sustituido por una torre de tres pisos de altura. 
El castillo fue la residencia del clan Nanbu y el centro del han Morioka durante el periodo Edo. Fue controlado por los Nanbu hasta la Guerra Boshin, cuando el gobierno los reasignó al castillo Shioishi, el cual formaba parte del Dominio Sendai.
La fortificación contaba con muros construidos en granito blanco. El castillo fue desmantelado durante el período Meiji y la única edificación que permanece hasta nuestros días es un almacén que se encontraban el interior del castillo además de una puerta la cual no se sabe a ciencia cierta si pertenecía al castillo o a un templo Zen.    
Al día de hoy a las ruinas del castillo Morioka se le conoce como Parque Iwate (岩手公園 Iwate Kōen?).